# Servius Sulpicius Camerinus Cornutus (Konsul 500 v. Chr.)
Servius Sulpicius Camerinus Cornutus († 463 v. Chr.) war eine Gestalt der frühen Römischen Republik aus der gens Sulpicia und gilt als Konsul des Jahres 500 v. Chr. Sein Amtskollege war angeblich Manius Tullius Longus.
Sein Leben und die von ihm aufgedeckte Verschwörung des Lucius Tarquinius Superbus sowie die Abschaffung der alten Königsverfassung Roms werden von der Forschung als Spiegelung der Catilinarischen Verschwörung und Interpolation aus dieser Zeit angesehen. Seine Cognomina sind nur von den Fasti Capitolini bezeugt, Dionysios gibt immerhin das erste an.
Der gleichnamige Konsul des Jahres 461 v. Chr. könnte sein Sohn gewesen sein, siehe Servius Sulpicius Camerinus Cornutus (Konsul 461 v. Chr.).